# دون فرازير
دون فرازير هو متزلج فني كندي، ولد في 4 ديسمبر 1955 في لويدمنستر في كندا.

## وصلات خارجية
- دون فرازير على موقع أوليمبيديا (الإنجليزية)
- دون فرازير على موقع قاعدة بيانات برودواي على الإنترنت (الإنجليزية)